# アイ・ラブ・メルヴィン
『アイ・ラブ・メルヴィン』（英語: I Love Melvin）は、1953年に公開されたアメリカ合衆国のミュージカル映画である。日本未公開。

## キャスト
- メルヴィン・フーヴァー：ドナルド・オコーナー
- ジュディ：デビー・レイノルズ
- ジュディの母：ウナ・マーケル（英語版）
- ハリー・フラック：リチャード・アンダーソン
- ロバート・テイラー（カメオ出演）

## スタッフ
- 製作：ジョージ・ウェルズ
- 脚本：ジョージ・ウェルズ、ルース・ブルックス・フリッペン
- 撮影：ハロルド・ロッソン（英語版）
- 音楽：ジョージ・ストール
- 美術：セドリック・ギボンズ、エディ今津（英語版）
- 装置：エドウィン・B・ウィリス
- 衣裳：ヘレン・ローズ
- 録音：ダグラス・シアラー

## 参照
1. 1 2   The Eddie Mannix Ledger, Los Angeles: Margaret Herrick Library, Center for Motion Picture Study.